# Roncus jarilo
Espèce
Roncus jarilo est une espèce de pseudoscorpions de la famille des Neobisiidae.

## Distribution
Cette espèce est endémique de Serbie. Elle se rencontre vers Asanovac.

## Description
Les mâles mesurent de 2,385 à 3,08 mm et les femelles de 2,85 à 3,47 mm.

## Publication originale
- Ćurčić, 1991 : A new species of Roncus L. Koch, 1873, from southeastern Europe (Pseudoscorpiones: Neobisiidae). Proceedings of the Entomological Society of Washington, vol. 94, no 4, p. 447-453 (texte intégral).